# Chalara novae-zelandiae
Chalara novae-zelandiae är en svampart som beskrevs av Nag Raj & W.B. Kendr. 1975. Chalara novae-zelandiae ingår i släktet Chalara, divisionen sporsäcksvampar och riket svampar.   Inga underarter finns listade i Catalogue of Life.